# Койф
Койф (англ. coif) — полотняний головний убір у вигляді щільного капюшона або чепчика.
Койф — спочатку чоловічий, а згодом жіночий і дитячий головний убір — був популярний в Англії і Шотландії з доби середньовіччя і до XVII століття. Поверх койфа часто одягали інший головний убір, наприклад, капелюх або гейбл.
У сленгу реконструкторів — койф (від англ. mail coif) — кольчужний капюшон, частина гауберка. Спочатку становив з кольчугою єдине ціле, у другій половині XIII століття (а за іншими даними, ще в середині XII століття) став вироблятися окремо. Міг включати відкидний кольчужний клапан для захисту рота. Поверх койфа зазвичай надягався конічний «норманський» шолом, який до кінця XII століття змінив топхельм (відроподібний шолом). У XIV столітті на зміну койфу прийшов бацинет з бармицею.